# Вицко Бујовић
Вицко Бујовић (Пераст, 21. јануар 1660 − Пераст, 6. мај 1709) је био српски поморац, војни командант Млетачке републике, начелник Пераста и писац, учесник Морејског рата.

## Биографија
Потиче из угледне пераштанске породице Бујовић. Историчар Андрија Баловић у своме дјелу Annali di Pirusto пише да су Бујовићи поријеклом из Бјелопавлића. 